# Unterseeboot 964
L'Unterseeboot 964 ou U-964 est un sous-marin allemand (U-Boot) de type VIIC utilisé par la Kriegsmarine pendant la Seconde Guerre mondiale.
Le sous-marin fut commandé le 5 juin 1941 à Hambourg (Blohm + Voss), sa quille fut posée le 20 avril 1942, il fut lancé le 30 décembre 1942 et mis en service le 18 février 1943, sous le commandement de l'Oberleutnant zur See Emmo Hummerjohann.
L'U-964 n'endommagea ou ne coula aucun navire au cours de l'unique patrouille (17 jours en mer) qu'il effectua.
Il fut coulé par l'aviation britannique dans l'Atlantique Nord, en octobre 1943.

## Conception
Unterseeboot type VII, l'U-964 avait un déplacement de 769 tonnes en surface et 871 tonnes en plongée. Il avait une longueur totale de 67,10 m, un maître-bau de 6,20 m, une hauteur de 9,60 m et un tirant d'eau de 4,74 m. Le sous-marin était propulsé par deux hélices de 1,23 m, deux moteurs diesel Germaniawerft M6V 40/46 de 6 cylindres en ligne de 1 400 cv à 470 tr/min, produisant un total de 2 060 à 2 350 kW en surface et de deux moteurs électriques Brown, Boveri & Cie GG UB 720/8 de 375 cv à 295 tr/min, produisant un total 550 kW, en plongée. Le sous-marin avait une vitesse en surface de 17,7 nœuds (32,8 km/h) et une vitesse de 7,6 nœuds (14,1 km/h) en plongée. Immergé, il avait un rayon d'action de 80 milles marins (150 km) à 4 nœuds (7,4 km/h; 4,6 milles par heure) et pouvait atteindre une profondeur de 230 m. En surface son rayon d'action était de 8 500 milles nautiques (soit 15 700 km) à 10 nœuds (19 km/h).
L'U-964 était équipé de cinq tubes lance-torpilles de 53,3 cm (quatre montés à l'avant et un à l'arrière) et embarquait quatorze torpilles. Il était équipé d'un canon de 8,8 cm SK C/35 (220 coups) et d'un canon antiaérien de 20 mm Flak. Il pouvait transporter 26 mines TMA ou 39 mines TMB. Son équipage comprenait 4 officiers et 40 à 56 sous-mariniers.

## Historique
Il reçut sa formation de base au sein de la 5. Unterseebootsflottille jusqu'au 30 septembre 1943, puis il intégra sa formation de combat dans la 6. Unterseebootsflottille.
Sa première patrouille est précédée d'un court trajet de Kiel à Bergen. Elle commence le 5 octobre 1943 au départ de Bergen. L'U-964 rejoint l'U-470 et l'U-844 pour former le groupe Schlieffen en vue d'attaquer le convoi de navires marchands alliés ONS-20, le 15 octobre. Le lendemain, les sous-marins sont repérés par un avion de patrouille, qui communique leurs positions. Peu après, le trio est attaqué par des avions bombardiers B-24 Liberator de la 59e et de la 120e escadron de la RAF. Les U-Boote se défendent en surface avec l' artillerie anti-aérienne plutôt que de plonger et de courir le risque de se faire couler par des charges de profondeur.
 Les Liberator attaquent sans relâche. L'un est abattu sans survivant, un autre est endommagé avec deux morts chez les aviateurs. Les trois U-Boote coulent.
L'U-964 fait ainsi naufrage au sud-est du cap Farvel, à la position 57° 27′ N, 28° 17′ O. Des trente-cinq sous-mariniers qui s'échappent seuls cinq sont secourus par l'U-231 quelques jours plus tard. Deux meurent à bord du sous-marin. Sur les cinquante membres d'équipage, trois survivent.

## Affectations
- 5. Unterseebootsflottille du 18 février 1943 au 30 septembre 1943 (Période de formation).
- 6. Unterseebootsflottille du 1er octobre 1943 au 16 octobre 1943 (Unité combattante).

## Commandement
- Oberleutnant zur See Emmo Hummerjohann du 18 février 1943 au 16 octobre 1943.

## Patrouille(s)
|       | Commandant              | Départ            | Départ | Arrivée         | Arrivée | Jours    | Succès |
| ----- | ----------------------- | ----------------- | ------ | --------------- | ------- | -------- | ------ |
|       | Oblt. Emmo Hummerjohann | 30 septembre 1943 | Kiel   | 4 octobre 1943  | Bergen  | 5 jours  |        |
| 1     | Oblt. Emmo Hummerjohann | 5 octobre 1943    | Bergen | 16 octobre 1943 | Coulé   | 12 jours |        |
| Total | Total                   | Total             | Total  | Total           | Total   | 17 jours | 0 t    |

Note : Oblt. = Oberleutnant zur See

### OpérationsWolfpack
L'U-964 a opéré avec les Wolfpacks (meute de loups) durant sa carrière opérationnelle.
- Schlieffen (14-16 octobre 1943)